# عنصر أدبي
يقف الأدب شاهداً على ثراء وعمق التعبير الإنساني، حيث ينسج نسيجًا ساحرًا من العناصر الأدبية التي أبهرت القراء لعدة قرون. تظهر مجموعة متنوعة من الأساليب والموضوعات وتقنيات السرد من الأدب الكلاسيكي والشعر الملحمي في العصر الجاهلي إلى الروايات الحديثة اليوم، كل منها يضيف لونًا فريدًا إلى الفن الأدبي، وفي قلب هذا التقليد الأدبي تكمن عناصر منسوجة بشكل معقد مثل الرمزية، والصور، والاستعارة، والبنية السردية، كل منها يساهم في جمال وتعقيد الأعمال الأدبية.
إن العنصر الأدبي، أو العنصر السردي، أو ما يُقال عن عناصر الأدب هي مكونات لأعمال القصة الخيالية في الأدب، وهي ميزة ضرورية لسرد القصص اللفظية ويمكن العثور عليها في أي سرد مكتوب أو منطوق. وهذا يختلف عن التقنيات الأدبية، أو السمات غير العالمية للأدب التي تصاحب بناء عمل معين بدلاً من تشكيل الخصائص الأساسية للقصة، على سبيل المثال، الحبكة، والمؤامرة، والحوار، والموضوع، والشخصيات، والسرد والنغمة هي عناصر أدبية، في حين تعتبر اللغة التصويرية والسخرية وغيرها تقنيات أدبية.
تساعد العناصر الأدبية في مناقشة وفهم عمل الأدب كفئات أساسية للتحليل النقدي؛ يمكن القول أن العناصر الأدبية تُنتج من قبل قراء الأدب كما تُنتَج من قبل مؤلفها. لا يوجد تعريف رسمي أو قائمة ثابتة لمصطلحات العناصر الأدبية؛ ومع ذلك، فهي سمة مشتركة للتعليم الأدبي، وكثيراً ما تظهر مجموعة من المصطلحات المشابهة للمصطلحات أدناه في التقييم المؤسسي للطلاب.
في استكشاف الأدب الحديث، يتقارب الخطاب المحيط بالأدب حول أربعة عناصر أساسية يعترف بها النقاد، وهم: العاطفة، والخيال، والمعنى، والأسلوب. تعمل هذه العناصر كمبادئ توجيهية لكل من المؤلفين والقراء، وتشكل الروايات والتفسيرات التي تحدد الخطاب الأدبي.

## الزمان والمكان
| الاسم                    | التعريف | مثال |
| ------------------------ | --- | --- |
| الإعداد (الزمان والمكان) | يعمل الإعداد في القصة كسياق زماني ومكاني الذي تحدث فيه الأحداث. وباعتباره عنصرًا أدبيًا حاسمًا، تجري فيه الخلفية والأحداث والأجواء الأساسية للقصة، والتي يشار إليها غالبًا باسم عالم القصة. | في العمل الشهير "موسم الهجرة إلى الشمال" (1966) للمؤلف السوداني الطيب صالح، يلعب الإعداد دورًا حاسمًا في تشكيل القصة وعكس الموضوعات التي تُستَكشَف داخلها. تدور أحداث السرد بشكل أساسي في قرية ود حامد في السودان ثم في لندن بإنجلترا. يسلط التناقض الصارخ بين هذين المكانين الضوء على التفكك الثقافي والاجتماعي والنفسي الذي يعيشه بطل الرواية مصطفى سعيد وهو يتنقل بين وطنه والعالم الغربي. ترمز قرية ود حامد إلى التقاليد والحياة الريفية وتعقيدات المجتمع السوداني ما بعد الاستعمار. يوفر تصويرها نظرة ثاقبة لجذور بطل الرواية، وتفاعلاته مع المجتمع، وتأثير القيم التقليدية على هويته، ومن ناحية أخرى، تمثل لندن الحداثة والنفوذ الاستعماري وجاذبية الغرب. يعد المشهد الحضري في لندن بمثابة خلفية للقاءات مصطفى سعيد مع الثقافة الغربية، وسعيه للتعليم، وخيبة أمله في نهاية المطاف من الإرث الاستعماري. يثري الطيب صالح من خلال الاستخدام الماهر للمكان السرد بطبقات من المعنى، ويستكشف موضوعات الهوية، والصراع الثقافي، وإرث الاستعمار في كل من السودان والعالم الأوسع. |

## الحبكة
| الاسم                          | التعريف | مثال |
| ------------------------------ | --- | --- |
| الخلفية الدرامية               | يُطلق على هذا غالبًا اسم الخلفية الدرامية، وهي القصة التي حدثت قبل الأحداث الرئيسية في القصة الحالية، وتساعدنا على فهم سبب كون الأمور على ما هي عليه الآن. | على الرغم من أن أحداث ثلاثية سيد الخواتم تحدث خلال فترة قصيرة في نهاية حقبة كبيرة تسمى العصر الثالث (والتي استمرت 3021 سنة)، إلا أن القصة تذكر أحداثًا مهمة أخرى حدثت من قبل، وهذه الأحداث السابقة، من كليهما يساعدنا العصر الثالث وحتى العصور السابقة مثل الأول والثاني على فهم خلفية وسياق ما يحدث في القصة الرئيسية. |
| بندقية تشيكوف                  | وهذا ما يسمى مبدأ اقتصاد الشخصيات، ويعني أن كل شخصية أو عنصر في القصة يجب أن يخدم غرضًا ويكون له سبب لوجوده هناك، أي شيء لا يساهم في السرد العام أو تطور القصة يجب ازلته. | "تخلص من أي شيء لا يهم في القصة. إذا ذكرت أن هناك بندقية معلقة على حائط في الفصل الأول، فيجب استخدامها لاحقًا، وإذا لم تطلق النار بها، فلا تذكرها." - أنطون تشيخوف |
| النهاية المشوقة                | تترك القصة نهايات فضفاضة عمدًا، مما يشجع الجمهور على العودة للحصول على الحل في الحلقة المقبلة. | تقريبًا كل حلقة من المسلسلات التليفزيونية مثل ديكستر واختلال ضال تنتهي بأحد الشخصيات في مأزق (مثل مطاردتها من قبل المجرمين، أو القبض عليهم من قبل السلطات، أو اكتشاف أحد أفراد أسرته أسراره الخفية). |
| الكارثة الحقيقية               | يشير هذا إلى المفهوم الأدبي المعروف باسم "كارثة حقيقية" إلى كارثة حقيقية، وهو مصطلح صاغه جيه آر آر. تولكين، وهو يكون عندما يبدو أن بطل الرواية يتجه نحو تغيير كارثي، ولكن بدلاً من ذلك، يواجه بشكل غير متوقع تحولًا إيجابيًا في الأحداث. يتناقض هذا مع "الانقلاب"، حيث يوجد انعكاس مفاجئ ومثير للثروة يؤدي إلى نتيجة سلبية لبطل الرواية. | تمثل تصرفات غولوم في سيد الخواتم إلى كارثة حقيقية، فبالرغم من نوايا فرودو في تدمير الخاتم، إلا أن سقوط غولوم غير المقصود في الحمم البركانية هو الذي أدى في النهاية تدمير الخاتم. أدت تصرفات غولوم المدفوعة برغباته إلى تدمير الخاتم بشكل غير متوقع، كما أدت تصرفاته إلى هزيمة ساورون، مما أدى إلى نتيجة إيجابية للأرض الوسطى؛ يجسد هذا الحدث مفهوم الكارثة الحقيقية في رواية تولكين. |
| الاسترجاع (أو الارتجاع الفني)  | تغيير ترتيب الأحداث في القصة، وهو ما قد يعني أحيانًا إعادة الشخصيات إلى بداية رحلتها. | في "حكاية الصبية المقتولة" من كتاب ألف ليلة وليلة، تبدأ القصة بالعثور على جثة امرأة شابة، وفي وقت لاحق، يعترف القاتل ويوضح سبب قيامه بذلك من خلال سرد الأحداث التي حدثت قبل اكتشاف الجثة. |
| الاستشرافية (أو التقديم)       | التَبْكيرُ هو عندما يقفز سرد القصة للأمام في الوقت المناسب قليلاً، فهو يظهر ما هو متوقع أو متخيل حدوثه في المستقبل، ويكشف أحيانًا عن أجزاء مهمة من القصة لم تحدث بعد ولكنها ستحدث قريبًا. تعمل هذه التقنية على بناء الترقب والتشويق لدى القارئ، مما يعزز تجربة السرد القصصي.                                                                | يروي السندباد في قصة "السندباد البحري" المكتوبة في كتاب ألف ليلة وليلة مغامراته للخليفة هارون الرشيد. ينبئ سندباد في بعض الأحيان بالأحداث التي ستحدث لاحقًا في رحلته، مقدمًا لمحات عما سيأتي قبل العودة إلى السرد الرئيسي. |
| التنبؤ                         | يلمح المؤلف بمهارة إلى أشياء ستحدث لاحقًا في القصة دون أن يقولها بشكل مباشر، يمكن أن يشمل ذلك تكرار تفاصيل معينة أو إدخال عناصر مثل بندقية تشيكوف. | في رواية "مجنون ليلى" للشاعر الفارسي نظامي الكنجوي، يظهر التنبؤ منذ بداية القصة، حيث يواجه العاشقان العديد من العقبات، تنذر هذه التحديات، مثل الرفض المجتمعي والمعارضة العائلية بالمصير المأساوي الذي ينتظر العشاق. إن النكسات والصراعات المتكررة التي يواجهونها هي بمثابة علامات مشؤومة على حسرة القلب والانفصال في نهاية المطاف والتي ستحدد قصتهم. |
| القصة الإطارية، أو قصة ضمن قصة | قصة كبيرة تربط مجموعة من القصص الصغيرة معًا. | بعض من أولى هذه القصص هي الفصول الخمسة، كليلة ودمنة، ألف ليلة وليلة، والديكاميرون. |
| التأطير                        | تبدأ قصة الإطار أو تنتهي بمشهد أو حدث أو مكان أو أي عنصر ذي أهمية. تُستخدم عناصر التأطير لجعل القصص الإطارية ممكنة. | شهرزاد في ألف ليلة وليلة هي أداة التأطير، فهي شخصية تحكي القصص للملك لتأخير إعدامها ليلة بعد ليلة، لكن دورها الحقيقي هو سرد قصص ألف ليلة وليلة للقارئ. |
| في صميم الموضوع                | بدء القصة في منتصف الأحداث، وليس في البداية، نوع من الخطاف السردي الذي يجذب انتباه القارئ. | هذه التقنية شائعة في القصائد الملحمية، حيث أنها أسلوب مطلوب، على سبيل المثال، يستخدمها الشاعر البرتغالي لويس دي كامويس في ملحمته لوسياداس واستخدمها هوميروس في قصيدته الإلياذة. في أعمال هوميروس، تبدأ القصة بعودة أوديسيوس إلى موطنه في إيثاكا، ثم يعود ليروي مغامراته بعد حرب طروادة، وبالمثل، يبدأ لوسياداس في منتصف الرحلة البحرية إلى الهند ثم يشرح عن بداية الرحلة وتاريخ البرتغال عندما يخبر قبطان السفينة عن ملك أفريقي. يعد هذا الأسلوب المتمثل في بدء السرد في منتصف الحدث شائع الاستخدام أيضاً في الشعر العربي. يمكن العثور على هذا الاسلوب في المعلقات، تبدأ معلقة امرئ القيس فجأة برثاء الشاعر على أنقاض مخيم قبيلته، ولا تقدم القصيدة أي سياق أو معلومات خلفية عن الأحداث التي سبقت هذه اللحظة، مما يغمر القارئ مباشرة في خضم انفعالات الشاعر وتأملاته. |
| الشص القصصي                    | غالبًا ما يشار إلى افتتاحية القصة التي تجذب انتباه القراء وتجعلهم يرغبون في مواصلة القراءة باسم "الشص" أو "الخطاف". | غالبًا ما يتم تقديم أي كتاب غير خيالي بقصة مثيرة للاهتمام. |
| أوتشي (راكوغو)                 | يشير التوقف المفاجئ أو التحول في التلاعب بالألفاظ إلى نهاية الراكوغو. | الراكوغو هو ترفيه لفظي ياباني يستمر عادةً لمدة 30 دقيقة وينتهي بخط مفاجئ، وهو عبارة عن حيلة سردية تُعرف باسم أوتشي (السقوط). |
| الحبكة الملتوية                | تغيير غير متوقع في الاتجاه أو النتيجة المتوقعة للحبكة. يمكن أيضًا الإشارة إلى هذا على أنه نهاية ملتوية. | يظهر مثال مبكر على ذلك في ألف ليلة وليلة "حكاية الصبية المقتولة"، وهي تتضمن صندوقًا مغلقًا اكتشفه الصياد ويحتوي على جثة ميتة، يدعي رجلان أنهما القاتل، لكن تبين أن الجاني الحقيقي هو عبد المحقق. |
| العدالة الشعرية                | في النهاية، تُكافَأ الأعمال الصالحة ويُعاقب السلوك السيئ من خلال سرد القدر. | يخطط وايل إي. كايوتي للقبض على ورود رنر ولكن ينتهي به الأمر بالوقوع في أفخاخه الخاصة، وبالمثل، في جحيم دانتي، تكون كل عقوبة على الخطايا بمثابة رمز للعدالة الشعرية، حيث يواجه المخطئون عواقب تتعلق بأفعالهم. |
| مفارقة الأقدار                 | في مفارقة السفر عبر الزمن، يعلق المسافر عبر الزمن في حلقة من الأحداث التي يبدو أنها تجبره على العودة بالزمن مرارًا وتكرارًا. | تواجه الشخصية الرئيسية في دكتور هو واجب العودة بالزمن إلى الوراء بسبب الإجراءات التي اتخذها بالفعل في المستقبل. |
| الرنجة الحمراء                 | إعادة توجيه التركيز بعيدًا عن شيء مهم. | على سبيل المثال، قد يتم جعل الشخصية البريئة في القصص الغامضة تبدو مشبوهة للغاية من خلال التركيز أو الأوصاف التفصيلية، يتم ذلك لصرف الانتباه عن الجاني الحقيقي. |
| النبوءة ذاتية التحقق           | التنبؤ الذي، بمجرد ذكره، يؤدي إلى حدوثه. | رأينا هذه الفكرة في قصص في الماضي مثل أوديب ملكاً وشخصية كريشنا في المهابهاراتا. في ملحمة أوديب، هناك نبوءة تتنبأ بأن أوديب سيقتل أباه ويتزوج أمه، عند سماع ذلك، يحاول أوديب تجنب هذا المصير بمغادرة منزله وتجنب الاتصال بوالديه المفترضين، ومع ذلك، في محاولته الهروب من النبوءة، فإنه يحققها عن غير قصد، ينتهي الأمر بأوديب بقتل والده الحقيقي، الملك لايوس، دون علمه، في لقاء صدفة على الطريق، وفي وقت لاحق، يحل أوديب لغز أبو الهول، ويصبح بطل طيبة ويتزوج الملكة الأرملة جوكاستا، غير مدرك أنها والدته الحقيقية. من المفارقات أن تصرفات أوديب للهروب من النبوءة قادته إلى تحقيقها، حيث تصبح النبوءة ذاتية التحقق لأن الإجراءات المتخذة لمنعها تضمن حدوثها. يحدث شيء مماثل في سلسلة روايات هاري بوتر عندما يسمع فولدمورت نبوءة تقول إن الصبي المولود في يوليو، والذي نجا والداه من هجمات فولدمورت ثلاث مرات، سيصبح مساويًا له، ولهذا السبب، يحاول فولدمورت قتل هاري، لكن لعنته تأتي بنتائج عكسية، مما يترك هاري يتمتع بقوى خاصة واتصال بفولدمورت، محققًا النبوءة. |
| قصة ضمن قصة                    | قصة تُروى ضمن قصة أخرى. | في رواية "الريح عبر ثقب المفتاح" للكاتب ستيفن كينغ، تشارك الشخصية الرئيسية قصة من ماضيه مع أصدقائه، في هذه القصة، تُروى أيضًا قصة أخرى لا ترتبط مباشرة بالقصة الرئيسية. هناك مثال على قصة ضمن قصة في أعمال شكسبير، حيث استخدم شكسبير هذه التقنية في مسرحية "هاملت". في المشهد الثاني للفصل الثاني، يطلب هاملت من مجموعة من الممثلين المسافرين أداء مسرحية تسمى "مصيدة الفئران". هذه المسرحية داخل المسرحية يستخدمها هاملت لتأكيد شكوكه حول ذنب عمه كلوديوس في قتل والده الملك هاملت. تُعد "مصيدة الفئران" بمثابة أداة سردية ضمن القصة الأكبر لـ "هاملت"، مما يسمح لشكسبير باستكشاف موضوعات الخداع والانتقام والعدالة من خلال ردود أفعال الشخصيات تجاه المسرحية. |
| سيناريو القنبلة الموقوتة       | الخطر الكارثي على وشك الحدوث، وهو ما يُرى عادةً في أفلام الإثارة حيث يعد الهروب والعثور على طريقة لتكون آمنًا أمرًا بالغ الأهمية. | في رواية على الشاطئ، حيث تقع أحداثها ضمن محرقة نووية، يواجه الأبطال تهديدًا متزايدًا من النشاط الإشعاعي الذي يزحف بالقرب من أستراليا عبر خط الاستواء، وعندما تكتشف الشخصيات أن الوضع يزداد سوءًا بشكل أسرع من المتوقع، تزداد حدة الإلحاح والفورية، سواء بالنسبة للشخصيات داخل السرد أو للقراء المنغمسين في القصة. |
| راوٍ غير موثوق                  | الراوي في السرد ليس صادقًا أو يقدم وجهة نظر متحيزة في سرد القصص، مما قد يؤدي إلى ضلال القارئ عن طريق إخفاء الأحداث أو الشخصيات أو الدوافع أو التقليل من أهميتها أو تشويهها. | في "مقتل روجر أكرويد" وهي رواية تحقيق للكاتبة أجاثا كريستي، هناك حبكة ملتوية مفاجئة في نهاية القصة، ففي الفصل الأخير، يُكشَف أن شيبارد أنه لم يكن صادقًا تمامًا بصفته الراوي، مما جعله راويًا غير موثوق به. |

## المنظور
| الاسم                               | التعريف | مثال |
| ----------------------------------- | --- | --- |
| "بديل الجمهور" أو "وكيل الجمهور"    | تعمل هذه الشخصية بمثابة صوت للجمهور، حيث يعبر عن أسئلتهم وارتباكهم، مما يسمح للجمهور بالتواصل معهم. هذا أسلوب شائع في الأدب البوليسي والخيال العلمي، وفي هذه الأنواع، غالبًا ما تسأل الشخصية الشخصية الرئيسية عن كيفية تمكنها من القيام بأشياء معينة، مما يدفعها إلى شرح أساليبها للجمهور الفضولي، وبدلاً من ذلك، قد تطلب هذه الشخصية من أحد الأشخاص ذوي المعرفة تقديم الخلفية الدرامية، مما يساعد في توضيح التفاصيل الأساسية للجمهور.                   | يقوم الدكتور واطسون في قصص شرلوك هولمز بهذا الدور، إذ غالبًا ما يطلب من هولمز شرح استنتاجاته، مما يساعد القراء على فهم الألغاز. يعد سكوت إيفل في أفلام أوستن باورز بمثابة نسخة كوميدية من هذا الدور، حيث يشكك في خطط والده الشريرة، مما يسمح للجمهور بفهم سخافة المواقف. تعمل الشخصية المصاحبة في دكتور هو والتي عادة ما تكون إنسانًا معاصرًا، كبديل للجمهور، حيث تطرح الأسئلة وتطلب توضيحات من الطبيب، وبالتالي تساعد المشاهدين على فهم سيناريوهات الخيال العلمي المعقدة، وبالمثل، تعمل الدكتورة جينيفر ملفي في مسلسل آل سوبرانو كوكيل للجمهور، حيث تستجوب توني سوبرانو بشأن أفعاله وقراراته، مما يوفر للمشاهدين نظرة ثاقبة على شخصيته ودوافعه. |
| بديل المؤلف                         | غالبًا ما تعتمد هذه الشخصيات على المؤلفين أنفسهم، مما يعكس معتقداتهم أو وجهات نظرهم الشخصية. قد يُتَصَوَّرونَ عن قصد أو عن غير قصد على أنهم نسخ مثالية للمؤلفين. هناك مفهوم مماثل هو ماري سو أو غاري ستو، والذي يمثل الإدراج الذاتي المثالي للمؤلف في القصة. | في كتابات أفلاطون، وخاصة في حواراته التي شارك فيها سقراط، نرى مثالاً لشخصية مستوحاة من المؤلف. أفلاطون نفسه لا يتحدث أبدًا بصوته بشكل مباشر في هذه الحوارات. في الرسالة الثانية المنسوبة إلى أفلاطون، تشير إلى أن الكتابات المنسوبة إليه هي في الواقع أفكار وكلمات سقراط، ولكنها قدمت بشكل أكثر دقة وتحديثًا. يشير هذا إلى حيلة أدبية حيث يصور أفلاطون سقراط كنسخة مثالية لنفسه، ويعبر عن أفكاره الفلسفية من خلال شخصية سقراط. |
| كسر الجدار الرابع                   | يحدث الخطاب المباشر في الأدب أو الدراما عندما يتحدث المؤلف أو الشخصية مباشرة إلى الجمهور أو القارئ، يمكن أن يخدم هذا أغراضًا مختلفة: فقد يعترف بأن القصة خيالية، أو قد يهدف إلى جذب الجمهور إلى عالم القصة، مما يجعلهم يشعرون بالاندماج. | غالبًا ما تكسر الشخصيات الجدار الرابع في شارع سمسم من خلال التحدث مباشرة إلى المشاهدين، ودمجهم في القصة. يعمل هذا بشكل جيد لأن الجمهور، وخاصة الأطفال، يعلقون عدم تصديقهم بسهولة، وبالمثل، في الأعمال الدرامية السياسية مثل بيت البطاقات، كثيرًا ما تخاطب شخصيات مثل فرانك أندروود الجمهور، وتقدم نظرة ثاقبة لأفكارهم وخططهم. يتحدث فيريس بيولر في فيلم إجازة فيريس بيولر مباشرة إلى الجمهور، ويشركهم في مغامراته. |
| التشهير                             | يتضمن هذا المفهوم، الذي صاغه الناقد الأدبي الروسي فيكتور شكلوفسكي في كتابه "الفن كتقنية"، تقديم الشيء المشترك بطريقة تجعله يبدو غريبا أو غير مألوف، مما يسمح لنا برؤيته من منظور جديد. | عندما زار غوليفر في رحلات غوليفر للكاتب جوناثان سويفت أرض العمالقة ويرى المرأة العملاقة، يلاحظ جلد امرأة عملاقة عن قرب، فإنه لا يراها ناعمة وجميلة عند النظر إليها عن قرب، فيقدم منظورًا فريدًا يزيل المفهوم المألوف للجمال، موضحًا كيف يمكن أن تبدو الأشياء اليومية غير عادية من منظور مختلف. هناك طريقة أخرى "لجعل قصة غريبة" وهي إعادة تشكيل حبكتها لإنشاء حبكة غير مألوفة، يقوم لورنس ستيرن في رواية تريسترام شاندي بذلك عن طريق استخدام بنية سردية غير تقليدية، ينحرف هيكل السرد عن القاعدة، ويقدم حبكة غير مألوفة تجذب انتباه القارئ وتشجعه على رؤية القصة بطريقة جديدة وغير مبتذلة.                                                       |
| حكاية المتكلم (منظور الشخص الأول)   | سرد يُقدّم من منظور شخصية ما، غالبًا ما تكون الشخصية الرئيسية أو بطل الرواية، كما لو كانوا يروون القصة شخصيًا، قد يتضمن هذا التنسيق أو لا يتضمن كسر الجدار الرابع. | تُسرَد القصة في مغامرات هكلبيري فين للكاتب مارك توين من خلال شخصية هاكلبيري، مما يمنح القراء وصفًا مباشرًا لتجاربه، وبالمثل، في قصص شيرلوك هولمز، يتم تقديم السرد في المقام الأول من منظور الدكتور واتسون، مما يقدم نظرة ثاقبة لمغامرات هولمز. في فيلم ذئب وول ستريت، تُستَخدَم هذه التقنية حيث يروي بطل الرواية الأحداث طوال الفيلم، يوفر هذا السرد مزيدًا من الوضوح والسياق الذي لا يمكن نقله من خلال الصور والحوار فقط، مما يثري فهم المشاهد للقصة. |
| واقعية سحرية                        | وصف الأحداث التي تدور في بيئة العالم الحقيقي ولكن منسوجة مع عناصر سحرية، وغالبًا ما تدمج العادات المحلية والمعتقدات المخترعة، على عكس الخيال الحضري، حيث يحتل السحر الصدارة، لا ينصب التركيز فقط على السحر نفسه في هذا النوع من رواية القصص. | إن أسلوب السرد القصصي هذا مفضل بشكل خاص من قبل مؤلفي أمريكا اللاتينية مثل غابرييل غارثيا ماركيث وخورخي لويس بورخيس، كما تعرض أعمال سلمان رشدي أيضًا هذا الأسلوب بفعالية. |
| تعدد وجهات النظر                    | سرد يُسرَد من وجهات نظر شخصيات متعددة تتضمن عواطف ووجهات نظر مختلفة من الشهود أو الممثلين إلى أحداث أو ظروف معينة مختلفة قد لا تشعر بها الشخصيات الأخرى في القصة. | تتفاعل مجموعة متنوعة من الشخصيات من خلفيات ومهن مختلفة في أفلام روبرت ألتمان ضمن روايات ووجهات نظر معقدة، ففي "2666" للكاتب روبرتو بولانيو نرى نقاداً أدبيين أوروبيين، وأستاذ فلسفة تشيلي، وصحفياً أميركياً من أصل أفريقي، ومحققين يحققون في جرائم القتل في سانتا تيريزا، والكاتب الألماني المراوغ بينو فون أرشمبولدي. كما تدور أحداث فيلم "نار شاحبة" لفلاديمير نابوكوف حول أستاذ الأدب جون شيد، وجاره وزميله تشارلز كينبوت، وتشارلز الحبيب، ملك زيمبلا. يضيف كينبوت، الذي يعمل كمعلق غير موثوق به، طبقات من التشويق إلى القصة. |
| الشخص الثاني (الراوي بضمير المخاطب) | نص مكتوب بأسلوب المخاطبة المباشرة، باستخدام منظور الشخص الثاني. | "رسالة الغفران" لأبي العلاء المعري، في هذا العمل الفلسفي الساخر يخاطب المعري صديقه وزميله الشاعر مباشرة عبر النص، الرسالة مكتوبة على شكل حوار بين اثنين، حيث يقدم المعري أفكاره ومعتقداته وانتقاداته بصوت المخاطب. يخلق هذا النمط من الخطاب المباشر إحساسًا بالحميمية والفورية، ويشرك القارئ في محادثة شخصية بين المؤلف وصديقه. |
| سيل الوعي                           | يستخدم المؤلف تقنيات سردية وأسلوبية مختلفة لصياغة مونولوج داخلي، يعكس الأفكار المجزأة والتجارب الحسية للشخصية. يُحقق ذلك من خلال بناء الجملة وعلامات الترقيم غير التقليدية، مما يعكس الطبيعة المفككة لتيار وعي الشخصية، وعلى الرغم من هذه العناصر غير التقليدية، يظل السرد متماسكًا، ويقدم منظورًا واضحًا للأحداث مع التعمق في نفسية الشخصية. من المهم أن نلاحظ أن هذه التقنية تختلف عن الكتابة الحرة، لأنها تحافظ على حبكة منظمة وسط سيولة أفكار الشخصية. | هناك مشهد في رواية "عوليس" حيث يتجول ليوبولد بلوم في دبلن، متأملًا تجارب حسية مختلفة: "صخرة الأناناس، وطبق الليمون، وحلوى. مغطاة بالسكر، تحفر فتاة ملء الملاعق من الكريما لأخ مسيحي. بعض الهدايا المدرسية. سيئة لبطونهم." يعرض هذا المقطع استخدام الأجهزة السردية والأسلوبية لإغراق القارئ في أفكار بلوم المجزأة وتصوراته الحسية، مما يلتقط جوهر المونولوج الداخلي غير المحرر. |
| الشخص الثالث (الراوي بضمير الغائب)  | نص مكتوب من منظور الراوي غير الشخصي الذي لا يتأثر بالأحداث التي تتكشف في القصة، قد يكون هذا الراوي كلي المعرفة، ويمتلك معرفة بجميع الشخصيات والأحداث، أو محدودًا يركز على شخصية أو مجموعة أو موقع معين داخل السرد. | يروي الراوي في العمل الفلسفي لجبران خليل جبران "النبي"، قصة المصطفى، النبي الذي يشارك حكمته مع أهل مدينة أورفاليس الخيالية، في جميع أنحاء الكتاب، يصف الراوي تفاعلات المصطفى مع مختلف الشخصيات والدروس التي ينقلها لهم، مما يوفر نظرة ثاقبة لحياتهم والحالة الإنسانية. يسمح السرد بضمير الغائب بمنظور موضوعي لتعاليم المصطفى وتأثيرها على من حوله. |

## مصطلحات
- الشخصيات.[1][2][9]
- الوتيرة.[10]
- الحبكة.[1][2][9]
- الأسلوب.[2]